# Mary Ellen Bews
Mary Ellen Bews , född 1856, död 1945, var en nyzeeländsk  skolledare. Hon grundade och drev en av kolonins första och framstående skolor för flickor, Mount Eden College, 1895–1914.   